# Everything I Wanted
"Everything I Wanted" là một bài hát của nữ ca sĩ và nhà sáng tác ca khúc người Mỹ Billie Eilish do cô và người anh trai Finneas O'Connell đồng sáng tác (bản thân anh cũng chịu trách nhiệm sản xuất bài hát). Darkroom và Interscope Records là hai đơn vị phát hành bài hát dưới dạng đĩa đơn vào ngày 13 tháng 11 năm 2019. Đây là một bản nhạc house và electronica chịu ảnh hưởng từ pop và alternative rock với phần đệm đàn piano minimal và đàn guitar bass downtempo. Lấy cảm hứng từ một con ác mộng mà Eilish từng trải qua, bài hát nói về mối quan hệ bền chặt giữa cô và O'Connell, cũng như việc người anh của Eilish bảo vệ cô khỏi bị tổn thương.
"Everything I Wanted" nhận được nhiều đánh giá tích cực từ giới phê bình, trong đó một số người dành lời khen cho phần nhạc và ca từ. Ca khúc đã gặt hái thành công về mặt thương mại với thành tích đạt hạng 8 trên Billboard Hot 100 của Mỹ, trở thành bài hit thứ 2 của Eilish lọt vào top 10 tại Mỹ. Bài hát ra mắt ở vị trí quán quân trên các bảng xếp hạng âm nhạc của nhiều quốc gia như Ireland và Na Uy và đạt vị trí cao nhất – hạng 3 trên UK Singles Chart. "Everything I Wanted" còn nhận được các chứng nhận doanh số, trong đó phải kể tới 4 đĩa bạch kim tại Canada. Ngày 24 tháng 11 năm 2020, ca khúc nhận được các đề cử ở hạng mục Bài hát của năm, Thu âm của năm và Trình diễn đơn ca pop xuất sắc nhất, đánh dấu năm thứ hai liên tiếp Eilish được xướng tên đề cử ở các hạng mục đó, và sau cùng đoạt giải Thu âm của năm.
Eilish đã đích thân là người đạo diễn video âm nhạc (MV) đính kèm bài hát rồi tải nó lên kênh Youtube của cô vào ngày 23 tháng 1 năm 2020. Trong MV miêu tả cảnh Eilish và Finneas nắm tay nhau trong buồng lái của chiếc xe Dodge Challenger đi xuyên qua thành phố và xuống lòng đại dương; MV nhận được những nhận xét tích cực từ giới phê bình, nhiều trong số họ dành lời khen cho chủ đề hình ảnh và thông điệp mà nó truyền tải. Eilish đã biểu diễn bài "Everything I Wanted" trực tiếp nhiều lần; bài hát nằm trong danh sách tiết mục của chuyến lưu diễn When We All Fall Asleep Tour (2019) và Where Do We Go? World Tour (2020). Eilish và Finneas còn biểu diễn bài hát phiên bản live stream dài 50 phút cho Verizon Communications vào tháng 4 năm 2020 cũng như tại lễ trao giải Grammy lần thứ 63 vào tháng 3 năm 2021.

## Giải thưởng
| Lễ trao giải                      | Năm  | Hạng mục                            | Kết quả   | Chú thích   |
| --------------------------------- | ---- | ----------------------------------- | --------- | ----------- |
| Giải Video âm nhạc của MTV        | 2020 | MV của năm                          | Đề cử     | [ 1 ]       |
| Giải Video âm nhạc của MTV        | 2020 | Bài hát của năm                     | Đề cử     | [ 1 ]       |
| Giải MTV thiên niên kỷ của Brazil | 2020 | Bài hit toàn cầu                    | Đề cử     | [ 2 ]       |
| Meus Prêmios Nick                 | 2020 | Bài hit toàn cầu yêu thích          | Đề cử     | [ 3 ]       |
| BreakTudo Awards                  | 2020 | Bài hit quốc tế                     | Đề cử     | [ 4 ]       |
| Giải Âm nhạc châu Âu của MTV      | 2020 | MV xuất sắc nhất                    | Đề cử     | [ 5 ]       |
| Giải âm nhạc Gold Derby           | 2021 | Bài hát của năm                     | Đề cử     | [ 6 ] [ 7 ] |
| Giải âm nhạc Gold Derby           | 2021 | Thu âm của năm                      | Đề cử     | [ 6 ] [ 7 ] |
| Giải Grammy                       | 2021 | Thu âm của năm                      | Đoạt giải | [ 8 ] [ 9 ] |
| Giải Grammy                       | 2021 | Bài hát của năm                     | Đề cử     | [ 8 ] [ 9 ] |
| Giải Grammy                       | 2021 | Trình diễn đơn ca pop xuất sắc nhất | Đề cử     | [ 8 ] [ 9 ] |

## Bảng xếp hạng
| Xếp hạng (2019–2020)                      | Vị trí cao nhất |
| ----------------------------------------- | --------------- |
| Úc (ARIA)                                 | 2               |
| Áo (Ö3 Austria Top 40)                    | 3               |
| Bỉ (Ultratop 50 Flanders)                 | 5               |
| Bỉ (Ultratop 50 Wallonia)                 | 6               |
| Canada (Canadian Hot 100)                 | 6               |
| Canada CHR/Top 40 (Billboard)             | 6               |
| Canada Hot AC (Billboard)                 | 16              |
| Canada Rock (Billboard)                   | 28              |
| CIS (Tophit)                              | 6               |
| Croatia (HRT)                             | 31              |
| Cộng hòa Séc (Singles Digitál Top 100)    | 2               |
| Đan Mạch (Tracklisten)                    | 4               |
| Estonia (Eesti Tipp-40)                   | 1               |
| Phần Lan (Suomen virallinen lista)        | 2               |
| Pháp (SNEP)                               | 33              |
| Đức (GfK)                                 | 9               |
| Global 200 (Billboard)                    | 116             |
| Global Excl. US (Billboard)               | 132             |
| Greece (IFPI)                             | 2               |
| Hungary (Dance Top 40)                    | 11              |
| Hungary (Rádiós Top 40)                   | 7               |
| Hungary (Single Top 40)                   | 4               |
| Hungary (Stream Top 40)                   | 3               |
| Iceland (Plötutíðindi)                    | 7               |
| Ireland (IRMA)                            | 1               |
| Ý (FIMI)                                  | 20              |
| Nhật Bản (Japan Hot 100)                  | 66              |
| Latvia (LAIPA)                            | 1               |
| Lebanon (Lebanese Top 20)                 | 4               |
| Lithuania (AGATA)                         | 1               |
| Malaysia (RIM)                            | 4               |
| Mexico (Mexico Airplay)                   | 12              |
| Hà Lan (Dutch Top 40)                     | 7               |
| Hà Lan (Single Top 100)                   | 4               |
| New Zealand (Recorded Music NZ)           | 2               |
| Na Uy (VG-lista)                          | 1               |
| Poland (LP3)                              | 31              |
| Bồ Đào Nha (AFP)                          | 5               |
| Puerto Rico (Monitor Latino)              | 17              |
| Nga Airplay (Tophit)                      | 4               |
| Scotland (OCC)                            | 10              |
| Serbia (Radiomonitor)                     | 3               |
| Singapore (RIAS)                          | 4               |
| Slovakia (Rádio Top 100)                  | 7               |
| Slovakia (Singles Digitál Top 100)        | 3               |
| South Korea (Gaon)                        | 102             |
| Tây Ban Nha (PROMUSICAE)                  | 16              |
| Thụy Điển (Sverigetopplistan)             | 3               |
| Thụy Sĩ (Schweizer Hitparade)             | 2               |
| Anh Quốc (OCC)                            | 3               |
| Hoa Kỳ Billboard Hot 100                  | 8               |
| Hoa Kỳ Adult Contemporary (Billboard)     | 23              |
| Hoa Kỳ Adult Pop Airplay (Billboard)      | 5               |
| Hoa Kỳ Dance/Mix Show Airplay (Billboard) | 5               |
| Hoa Kỳ Dance Club Songs (Billboard)       | 40              |
| Hoa Kỳ Hot Rock Songs (Billboard)         | 2               |
| Hoa Kỳ Pop Airplay (Billboard)            | 5               |
| Hoa Kỳ Rock Airplay (Billboard)           | 1               |
| US Rolling Stone Top 100                  | 1               |

| Xếp hạng (2019)       | Vị trí |
| --------------------- | ------ |
| Latvia (LAIPA)        | 98     |
| Hà Lan (Dutch Top 40) | 89     |

| Xếp hạng (2020)                             | Vị trí |
| ------------------------------------------- | ------ |
| Australia (ARIA)                            | 38     |
| Austria (Ö3 Austria Top 40)                 | 74     |
| Bỉ (Ultratop Flanders)                      | 28     |
| Bỉ (Ultratop Wallonia)                      | 20     |
| Canada (Canadian Hot 100)                   | 24     |
| CIS (Tophit)                                | 14     |
| Đan Mạch (Tracklisten)                      | 33     |
| Pháp (SNEP)                                 | 100    |
| Đức (Official German Charts)                | 58     |
| Hungary (Dance Top 40)                      | 50     |
| Hungary (Rádiós Top 40)                     | 81     |
| Hungary (Single Top 40)                     | 34     |
| Ireland (IRMA)                              | 23     |
| Hà Lan (Single Top 100)                     | 67     |
| New Zealand (Recorded Music NZ)             | 36     |
| Na Uy (VG-lista)                            | 26     |
| Airplay của Nga (Tophit)                    | 9      |
| Thụy Điển (Sverigetopplistan)               | 57     |
| Thụy Sĩ (Schweizer Hitparade)               | 34     |
| UK Singles (OCC)                            | 29     |
| US Billboard Hot 100                        | 18     |
| US Adult Top 40 (Billboard)                 | 18     |
| US Dance/Mix Show Airplay (Billboard)       | 17     |
| US Hot Rock & Alternative Songs (Billboard) | 20     |
| US Mainstream Top 40 (Billboard)            | 17     |
| US Rock Airplay (Billboard)                 | 3      |

## Chứng nhận bán đĩa
| Quốc gia                                                    | Chứng nhận  | Số đơn vị/doanh số chứng nhận |
| ----------------------------------------------------------- | ----------- | ----------------------------- |
| Úc (ARIA)                                                   | 3× Bạch kim | 210.000‡                      |
| Áo (IFPI Áo)                                                | Vàng        | 15.000‡                       |
| Bỉ (BEA)                                                    | Bạch kim    | 40.000‡                       |
| Canada (Music Canada)                                       | 4× Bạch kim | 320.000‡                      |
| Đan Mạch (IFPI Đan Mạch)                                    | Vàng        | 45.000‡                       |
| Pháp (SNEP)                                                 | Bạch kim    | 200.000‡                      |
| Đức (BVMI)                                                  | Vàng        | 150.000‡                      |
| Ý (FIMI)                                                    | Bạch kim    | 70.000‡                       |
| New Zealand (RMNZ)                                          | Bạch kim    | 30.000‡                       |
| Na Uy (IFPI)                                                | 2× Bạch kim | 120.000‡                      |
| Ba Lan (ZPAV)                                               | 2× Bạch kim | 40.000‡                       |
| Bồ Đào Nha (AFP)                                            | 2× Bạch kim | 20.000‡                       |
| Tây Ban Nha (PROMUSICAE)                                    | Vàng        | 20.000‡                       |
| Anh Quốc (BPI)                                              | Bạch kim    | 600.000‡                      |
| Hoa Kỳ (RIAA)                                               | 3× Bạch kim | 3.000.000‡                    |
| ‡ Chứng nhận dựa theo doanh số tiêu thụ và phát trực tuyến. |             |                               |